# Kommune Kujalleq
Die Kommune Kujalleq ist eine grönländische Kommune mit einer Bevölkerungszahl von etwa 6.300 Einwohnern und einer Fläche von 53.000 km². Der Kommunalsitz liegt in Qaqortoq.

## Lage
Die Kommune Kujalleq liegt an der Südspitze Grönlands. Im Nordwesten grenzt sie an der Bucht Alanngorsuaq, im Nordosten am Fjord Kangerlussuatsiaq an die Kommuneqarfik Sermersooq.
Nahezu die gesamte Kommunenfläche wird vom namenlosen südlichen Gebirgssystem Grönlands eingenommen, das nach den ostgrönländischen Kaledoniden die zweitgrößte Massenerhebung der Insel bildet. Das Gebirge dehnt sich unter dem Eis rund 1000 km weit nach Nordwesten bis zum Distrikt Sisimiut aus.

## Geschichte
Die Kommune Kujalleq wurde am 1. Januar 2009 durch die Zusammenlegung der Gemeinden Qaqortoq, Narsaq und Nanortalik (sowie eines kleinen unbewohnten Teils der Gemeinde Ammassalik) gegründet. Der Name der Kommune bedeutet übersetzt „Südliche Kommune“.

## Orte
Der Küstenlinie entlang von Norden nach Süden liegen folgende Orte in der Kommune Kujalleq:
| Ort              | Distrikt            | Einwohnerzahl (1. Januar 2022) |
| ---------------- | ------------------- | ------------------------------ |
| Qassimiut        | Distrikt Qaqortoq   | 14                             |
| Narsaq           | Distrikt Narsaq     | 1320                           |
| Qassiarsuk       | Distrikt Narsaq     | 70                             |
| Narsarsuaq       | Distrikt Narsaq     | 170                            |
| Igaliku          | Distrikt Narsaq     | 31                             |
| Qaqortoq         | Distrikt Qaqortoq   | 3008                           |
| Eqalugaarsuit    | Distrikt Qaqortoq   | 81                             |
| Saarloq          | Distrikt Qaqortoq   | 24                             |
| Alluitsup Paa    | Distrikt Nanortalik | 169                            |
| Ammassivik       | Distrikt Nanortalik | 46                             |
| Nanortalik       | Distrikt Nanortalik | 1129                           |
| Tasiusaq         | Distrikt Nanortalik | 50                             |
| Narsarmijit      | Distrikt Nanortalik | 74                             |
| Aappilattoq      | Distrikt Nanortalik | 105                            |
| ohne Angabe      | ohne Angabe         | 1                              |
| Kommune Kujalleq | Kommune Kujalleq    | 6292                           |

## Politik

### Bürgermeister
- 2009–2013: Simon Simonsen (Siumut)
- 2013–2017: Jørgen Wæver Johansen (Siumut)
- 2017–2021: Kiista P. Isaksen (Siumut)
- 2021–2025: Stine Egede (Inuit Ataqatigiit)
- seit 2025: Malene Vahl Rasmussen (Demokraatit)

### Kommunalwahlergebnisse
| Wahl | Atassut | Demokraatit | Inuit Ataqatigiit | Naleraq | Qulleq | Siumut |
| ---- | ------- | ----------- | ----------------- | ------- | ------ | ------ |
| 2008 | 10,3 %  | 9,9 %       | 30,7 %            | —       | —      | 49,1 % |
| 2013 | 11,1 %  | 5,5 %       | 30,0 %            | —       | —      | 53,2 % |
| 2017 | 8,7 %   | —           | 34,2 %            | —       | —      | 57,1 % |
| 2021 | 6,3 %   | —           | 52,3 %            | —       | —      | 41,4 % |
| 2025 | 4,7 %   | 39,6 %      | 22,5 %            | 0,7 %   | 2,4 %  | 30,2 % |

### Kommunalrat
Folgende Personen wurden 2025 in den Kommunalrat gewählt:
| Name                      | Partei | Partei            | Anmerkungen          |
| ------------------------- | ------ | ----------------- | -------------------- |
| Margrethe Thårup Andersen |        | Demokraatit       |                      |
| Hans Erik Enoksen         |        | Demokraatit       |                      |
| Minik Serano Frederiksen  |        | Demokraatit       |                      |
| Inunnguaq Geronne         |        | Demokraatit       |                      |
| Carsten Olesen            |        | Demokraatit       |                      |
| Malene Vahl Rasmussen     |        | Demokraatit       | Bürgermeisterin      |
| Simon Simonsen            |        | Demokraatit       |                      |
| Stine Egede               |        | Inuit Ataqatigiit |                      |
| Pipaluk Jakobsen Larsen   |        | Inuit Ataqatigiit |                      |
| Ivalo Motzfeldt           |        | Inuit Ataqatigiit |                      |
| Karla Bisgaard            |        | Siumut            |                      |
| Aputsiaq Egede            |        | Siumut            | 2. Vizebürgermeister |
| Malik Frederiksen         |        | Siumut            |                      |
| Maaliaaraq Nielsen        |        | Siumut            |                      |
| Anders Olsen              |        | Siumut            | 1. Vizebürgermeister |

Grün hinterlegte Personen gehören der Koalition an.

## Wirtschaft
Die Kommune Kujalleq verfügt als einzige Kommune Grönlands über Landwirtschaft. Es gibt rund drei Dutzend Schäfersiedlungen, in denen vor allem Schafzucht betrieben wird. In manchen Schäfersiedlungen wird Rentier- oder Rinderzucht betrieben, in anderen gibt es Ackerbau. In Narsaq befindet sich eine Schlachterei und in Qaqortoq eine Gerberei.
Die Fischerei spielt zwar anteilsmäßig eine geringere Rolle in der Kommune Kujalleq als im Rest Grönlands, ist aber dennoch die Haupteinnahmequelle. Es werden vor allem Garnelen, Kabeljau, Krabben, Heilbutt, Seehasen, Seewolf und Wandersaibling gefischt. Dazu kommt ein geringer Teil Robbenfang.
Die Kommune ist mit der grünen Landschaft, den Bergen und den mittelalterlichen Ruinen ein beliebtes Ziel für Wandertourismus.
In der Kommune Kujalleq wird in geringem Maße Bergbau betrieben.

## Verkehr
Die Kommune ist zeitweise nicht mit dem Schiff erreichbar, da im Sommer das ostgrönländische Meereis aufbricht und als Packeis nach Südgrönland driftet. Mit dem Flughafen Narsarsuaq befindet sich einer der größten Flughäfen des Landes in der Kommune Kujalleq. Von dort aus werden die umliegenden Städte und Dörfer mit Helikoptern angeflogen.

## Wappen
Das Wappen ist in Silber und Rot geteilt und hat ein eingebogenes Schildhaupt in verwechselten Farben. Der en face, also dem Betrachter zugewandte, gehörnte Widderkopf wechselt im Schild ebenso die Farben. Das Wappen wurde von Sys Abrahamsen gestaltet. Der Widderkopf symbolisiert die Schafzucht als wirtschaftliche Grundlage der Kommune. Die stilisierte Sonne symbolisiert das gute Wetter, ist aber in ihren Farben auch eine Anspielung auf die grönländische Flagge.